# .22 Long
.22 Long (.22 Лонг) — набій кільцевого запалення калібру .22 дюйма (5,6 мм). .22 Long другий за віком набій кільцевого запалення, що досі використовується. Був представлений в 1871 році. На той час мав кулю вагою 1,9 г (29 гран) та 0,32 г (5 гран) чорного пороху, що на 25% більше за набій .22 Short, на основі якого він був створений. Був розроблений для використання в револьверах, але згодом його стали використовувати і в гвинтівках, де він отримав добру репутацію серед мисливців на дрібну дичину.

## Історія
В 1887 році на основі .22 Long був створений набій .22 Long Rifle, у якому була використана важча куля (2,6 г; 40 гран) від набою .22 Extra Long. Новий набій вийшов довшим, потужнішим, та ефективнішим. Певний час .22 Long залишався дешевшим, але згодом ця перевага зникла. Нині розробка нової зброї під цей набій не ведеться, а 3 найбільших виробники набоїв .22 Long припинили його випуск (хоча його продовжують випускати CCI, Aguila, та інші). Зазвичай гвинтівки під набій .22 Long Rifle можуть стріляти і набоями калібру .22 Long, хоча вони створюють недостатньо енергії для роботи автоматики в самозарядних гвинтівках. На основі .22 Long був створений також набій .22 CB Long, подовжена версія .22 CB, яким користуються і нині.
Попри те, що .22 Long використовував той самий заряд пороху, що і .22 Long Rifle, легша куля .22 Long не досягала більшої початкової швидкості при стрільбі з гвинтівки. Заряд пороху набою .22 Long встигав вигоріти ще до того, як куля вилітала зі ствола, а через малу масу вона втрачала швидкість через тертя проти каналу ствола. Це призводило до того, що куля .22 Long (.22 Long Rifle меншою мірою) трохи сповільнялась до вильоту з дула.
Оскільки в короткоствольній зброї, такій як пістолети, .22 Long Rifle так само ефективний як і .22 Long, та має ліпші характеристики при стрільбі з гвинтівки, він поступово витіснив .22 Long.
Тим не менш, нащадки .22 Long досі знаходяться в обігу. Сучасні набої .22 Long Rifle підвищеної швидкості використовують легші кулі вагою 1,9 г (30 гран) та спеціальні суміші пороху, завдяки чому на повну використовують ствол для розгону кулі та створення тиску для роботи автоматики. До відомих представників таких набоїв належить CCI Stinger, який навіть має трохи подовжену гільзу для збільшення об'єму пороху.